# Sumber Karya (Suku Tengah Lakitan Ulu)
Sumber Karya is een bestuurslaag in het regentschap Musi Rawas van de provincie Zuid-Sumatra, Indonesië. Sumber Karya telt 2092 inwoners (volkstelling 2010).